# Kids in Glass Houses
Kids in Glass Houses ist eine britische Alternative-Rock-Band aus Cardiff, Wales.

## Bandgeschichte
2003 schlossen sich die fünf Musiker aus dem walisischen Cardiff unter dem Namen Kids in Glass Houses zusammen und machten sich bald in ihrer Heimat einen Namen. So wurden sie auch von den britischen Sendern entdeckt und kamen auch zu einem Plattenvertrag. 2006 folgten Auftritte im Programm mit Bands wie den Lostprophets und Killswitch Engage, im Jahr darauf erschien ihre erste Single und noch ein Jahr später schließlich ihr Debütalbum Smart Casual, mit dem sie auch gleich auf Platz 29 in den UK-Charts einstiegen. Mit Give Me What I Want hatten sie auch einen Singlehit.
2010 folgte ihr zweites Album Dirt, das ähnlich erfolgreich war wie ihr Erstlingswerk.

## Mitglieder
- Aled Philips
- Joel Fisher
- Iain Mahanty
- Shay
- Phil Jenkins

## Diskografie
Alben
- Smart Casual (2008)
- Dirt (2010)
- In Gold Blood (2011)
- Peace (2013)
- Pink Flamingo (2024)

Singles
- Me Me Me (2007)
- Easy Tiger (2008)
- Give Me What I Want (2008)
- Saturday (2008)
- Fisticuffs (2008)
- Youngblood (Let It Out) (2009)
- Matters at All (2010)
- Undercover Lover (feat. Frankie Sandford, 2010)
- The Best Is Yet to Come (2010)
- Gold Blood (2011)
- Animals (2011)
- Not In This World (2011)
- Diamond Days (2012)
- Secret Santa (2012)
- Drive (2013)